# Hug (新垣結衣專輯)
《hug》是日本女歌手新垣結衣的第二張專輯，於2009年6月17日由日本華納唱片發行。

## 收錄歌曲

### CD
DISC1
1. Heart will drive
作詞：emmy，作曲：田中隼人
2. 浮世繪
作詞：岩里祐穗，作曲：Kubo Kenji（日语：メレンゲ (バンド)）
3. Only you
作詞、作曲：Chara
4. Make my day
作詞、作曲、編曲：Keito Blow（日语：Keito Blow），編曲：岸村正實
5. Freebird（フリーバード）
作詞、作曲：矢野真紀（矢野まき）
6. 進化論
作詞：石渡淳治（日语：いしわたり淳治），作曲：岸田繁
7. la la...
作詞：新垣結衣、葛谷葉子（日语：葛谷葉子），作曲：葛谷葉子
8. 蜂蜜
作詞：岩里祐穗　作曲：島本道太郎、村山☆潤
9. piece
作詞、作曲：川江美奈子
10. 鳥巢
作詞：岩里祐穗，作曲：葛谷葉子
11. 彩虹
作詞、作曲：Kubo Kenji
12. 紅線
作詞、作曲：小淵健太郎
13. hug
作詞：新垣結衣，作曲、編曲：蔦谷好位置（日语：蔦谷好位置）

DISC2（初回限定盤B收錄）
1. Heart will drive (naked voice ver.)
2. うつし絵 (naked voice ver.)
3. Only you (naked voice ver.)
4. Make my day (naked voice ver.)
5. フリーバード (naked voice ver.)
6. 進化論 (naked voice ver.)
7. la la... (naked voice ver.)
8. ハチミツ (naked voice ver.)
9. piece (naked voice ver.)
10. 巣箱 (naked voice ver.)
11. レインボウ (naked voice ver.)
12. 赤い糸 (naked voice ver.)
13. hug (naked voice ver.)

### DVD（通常盤收錄）
1. 「piece」 Music Video（吉卜力ver.）
2. 「piece」 Music Video（新垣結衣出演ver.）
3. 「浮世繪」Music Video（新垣結衣×川島海荷ver.）
4. 「浮世繪」Music Video（新垣結衣ver.）
5. Album「hug」Making映像

## 外部連結
- WARNER MUSIC JAPAN 新垣結衣
- 初回限定盤A
- 初回限定盤B
- 通常盤